# Istočna Flandrija
Istočna Flandrija (nizozemski: Oost-Vlaanderen, francuski: Flandre orientale) je pokrajina u Flamanskoj regiji u Belgiji. Graniči s Nizozemskom, te s belgijskim pokrajinama Antwerpen, Flamanski Brabant, Zapadna Flandrija i Hainaut.
Pokrajina je upravno podijeljena na šest okruga (arondismana) koja se sastoje od ukupno 65 općina.

## Uprava
Pokrajinski parlament (Provincieraad) sastoji se od 84 zastupnika. Pokrajinsku vladu vodi guverner kojeg izabire belgijski kralj.

### Guverneri
- Pierre De Ryckere (1830.)
- Werner de Lamberts-Cortenbach (1830. – 1834.)
- Charles Vilain XIIII. (1834. – 1836.)
- Louis de Schiervel (1837. – 1843.)
- Leander Desmaisières (1843. – 1848.)
- Edouard De Jaegher (lib.) (1848. – 1871.)
- Emile de T'Serclaes De Wommersom (1871. – 1879.)
- Léon Verhaeghe de Naeyer (lib.) (1879. – 1885.)
- Raymond de Kerchove d'Exaerde (1885. – 1919.)
- Maurice Lippens (lib.) (1919. – 1921.)
- André de Kerchove de Denterghem (lib.) (1921. – 1929.)
- Karel Weyler (lib.) (1929. – 1935.)
- Jules Ingenbleek (lib.) (1935. – 1938.)
- Louis Frederiq (lib) (1938. – 1939.)
- Maurice Van den Boogaerde (1939. – 1954.)
- Albert Mariën (lib.) (1954. – 1963.)
- Roger de Kinder (BSP) (1963. – 1984.)
- Herman Balthazar (sp.a) (1984. – 2004.)
- André Denys (VLD) (2004.-)

## Općine
Općine u ovoj pokrajini su:
| 1. Aalst 2. Aalter 3. Assenede 4. Berlare 5. Beveren 6. Brakel 7. Buggenhout 8. De Pinte 9. Deinze 10. Denderleeuw 11. Dendermonde 12. Destelbergen 13. Eeklo 14. Erpe-Mere 15. Evergem 16. Gavere 17. Gent 18. Geraardsbergen 19. Haaltert 20. Hamme 21. Herzele 22. Horebeke | 1. Kaprijke 2. Kluisbergen 3. Knesselare 4. Kruibeke 5. Kruishoutem 6. Laarne 7. Lebbeke 8. Lede 9. Lierde 10. Lochristi 11. Lokeren 12. Lovendegem 13. Maarkedal 14. Maldegem 15. Melle 16. Merelbeke 17. Moerbeke 18. Nazareth 19. Nevele 20. Ninove 21. Oosterzele 22. Oudenaarde | 1. Ronse 2. Sint-Gillis-Waas 3. Sint-Laureins 4. Sint-Lievens-Houtem 5. Sint-Martens-Latem 6. Sint-Niklaas 7. Stekene 8. Temse 9. Waarschoot 10. Waasmunster 11. Wachtebeke 12. Wetteren 13. Wichelen 14. Wortegem-Petegem 15. Zele 16. Zelzate 17. Zingem 18. Zomergem 19. Zottegem 20. Zulte 21. Zwalm |

## Upravni okruzi
- Aalst
- Dendermonde
- Eeklo
- Gent
- Oudenaarde
- Sint-Niklaas

## Vanjske poveznice
- (nizoz.)Službena stranica pokrajine Istočna Flandrija